# Школа № 2 (Мелітополь)
Школа № 2 — початкова школа у Мелітополі.

## Історія
Школа № 2 відкрилася в мелітопольському авіамістечку в 1957 році, невдовзі після переведення в авіамістечко Стрийського авіаційного полку. Для школи було за 2 місяці переобладнано будинок, який під час війни служив госпіталем, а після війни використовувався як господарське приміщення військової частини. До 1961 року школа була 7-річною, а з 1961 року стала 8-річною. Окрім дітей з авіамістечка, її відвідували і діти з навколишніх вулиць північної частини міста, і на початку 1960-х років класи школи були переповнені. У 1968 році щойно побудована середня школа № 20 прийняла п'яті — восьмі класи школи № 2, а школа № 2 стала початковою. У 2012 році школа отримала комп'ютерний клас.

## Традиції
Багато шкільних традицій пов'язані з авіацією. Так, класи вважаються екіпажами, об'єднаними в ескадрилью «Мрія», і за час навчання кожен клас набирає певну висоту. У 2006—2007 навчальному році школа перемогла на обласному конкурсі учнівського самоврядування.

## Директори
- Древодуб Іван Калинович (16 серпня 1958 — 29 травня 1959)
- Кам'янецький Іван Васильович (29 травня 1959—1967)
- Васильєва Юлія Олександрівна (1967—1971)
- Журавльова Олена Федорівна (1971—1983)
- Ізюмова Емма Володимирівна (1983—1994)
- Сорока Тетяна Костянтинівна (1994—2004)
- Громак Людмила Іванівна (з 2005), сама випускниця школи № 2